# Nourray
Nourray – miejscowość i gmina we Francji, w Regionie Centralnym, w departamencie Loir-et-Cher.
Według danych na rok 1990 gminę zamieszkiwało 140 osób, a gęstość zaludnienia wynosiła 12 osób/km² (wśród 1842 gmin Centre, Nourray plasuje się na 997. miejscu pod względem liczby ludności, natomiast pod względem powierzchni na miejscu 1058.).